# Foucarville
Foucarville est une ancienne commune française du département de la Manche et la région Normandie, peuplée de 116 habitants, commune déléguée au sein de Sainte-Mère-Église depuis le 1er janvier 2016.

## Géographie
La commune est au sud-est de la péninsule du Cotentin. Son bourg est à 6,5 km au nord-est de Sainte-Mère-Église et à 12 km au sud-est de Montebourg.
| Ravenoville         | Ravenoville                 | Mer de la Manche            |
| Ravenoville         | Foucarville                 | Saint-Germain-de-Varreville |
| Beuzeville-au-Plain | Saint-Germain-de-Varreville | Saint-Germain-de-Varreville |

## Toponymie
Le toponyme est attesté sous les formes Foucarvilla en 1046 et 1053, Fucarvilla en 1159 et 1189, Fucardivilla sans date.
Il serait issu de l'anthroponyme germanique Fulcardus et de l'ancien français ville dans son sens originel de « domaine rural ».
Le gentilé est Foucarvillais.

## Histoire

### Moyen Âge
Au XIIe siècle, la paroisse relevait de l'honneur de Néhou.
Le 15 février 1412, Guillaume Carbonnel, chambellan du roi, rend hommage au roi pour les fiefs de Foucarville, Barneville, la Hague à Auderville et Virandeville,.

### Révolution française et Empire
Au cours de la Révolution, J. Hébert (1725-† ), curé de Foucarville refusa de prêter serment et fut emprisonné en 1793 au Mont-Saint-Michel.

## Politique et administration
| Période                                  | Période    | Identité         | Étiquette | Qualité               |
| ---------------------------------------- | ---------- | ---------------- | --------- | --------------------- |
| avant 1981                               | mars 2008  | René Deladune    | SE        | Agriculteur           |
| mars 2008                                | avril 2014 | Thérèse Angot    | SE        | Retraitée du notariat |
| avril 2014                               | 2016       | Élisabeth Aubert | SE        | Infirmière            |
| Les données manquantes sont à compléter. |            |                  |           |                       |

| Période                                  | Période  | Identité           | Étiquette | Qualité    |
| ---------------------------------------- | -------- | ------------------ | --------- | ---------- |
| janvier 2016                             | 2017     | Élisabeth Aubert   | SE        | Infirmière |
| février 2017                             | En cours | Catherine Kervadec | SE        | Retraité   |
| Les données manquantes sont à compléter. |          |                    |           |            |

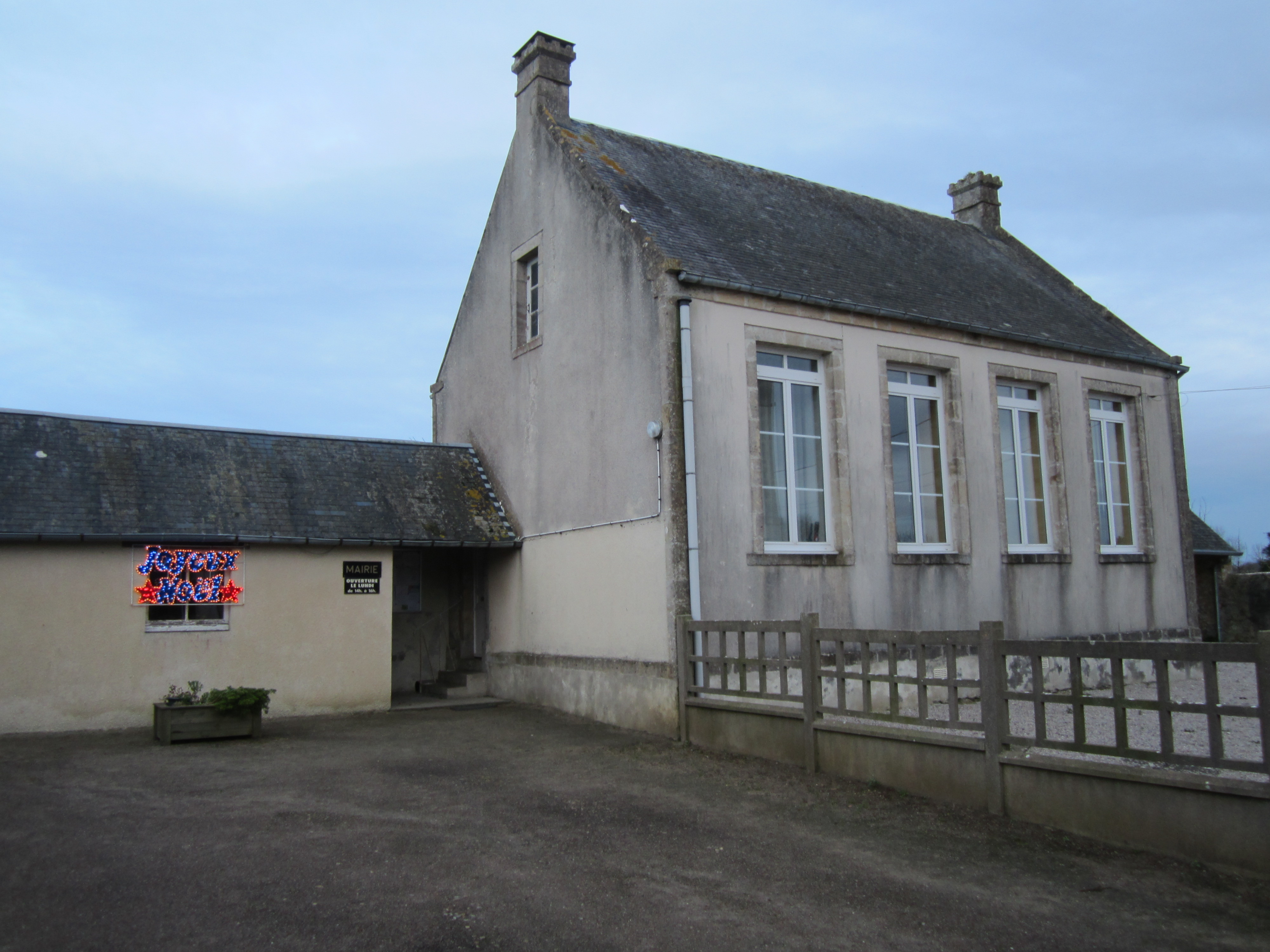
Mairie.

Le conseil municipal est composé de onze membres dont le maire et trois adjoints.

## Démographie
L'évolution du nombre d'habitants est connue à travers les recensements de la population effectués dans la commune depuis 1793. À partir du 1er janvier 2009, les populations légales des communes sont publiées annuellement dans le cadre d'un recensement qui repose désormais sur une collecte d'information annuelle, concernant successivement tous les territoires communaux au cours d'une période de cinq ans. 
Pour les communes de moins de 10 000 habitants, une enquête de recensement portant sur toute la population est réalisée tous les cinq ans, les populations légales des années intermédiaires étant quant à elles estimées par interpolation ou extrapolation. Pour la commune, le premier recensement exhaustif entrant dans le cadre du nouveau dispositif a été réalisé en 2004,.
En 2021, la commune comptait 116 habitants, en évolution de −7,94 % par rapport à 2015 (Manche : +0,44 %, France hors Mayotte : +2,49 %).
Foucarville a compté jusqu'à 393 habitants en 1821.
| 1793 | 1800 | 1806 | 1821 | 1831 | 1836 | 1841 | 1846 | 1851 |
| ---- | ---- | ---- | ---- | ---- | ---- | ---- | ---- | ---- |
| 256  | 301  | 355  | 393  | 326  | 323  | 314  | 331  | 299  |

| 1856 | 1861 | 1866 | 1872 | 1876 | 1881 | 1886 | 1891 | 1896 |
| ---- | ---- | ---- | ---- | ---- | ---- | ---- | ---- | ---- |
| 293  | 273  | 271  | 263  | 279  | 235  | 253  | 256  | 239  |

| 1901 | 1906 | 1911 | 1921 | 1926 | 1931 | 1936 | 1946 | 1954 |
| ---- | ---- | ---- | ---- | ---- | ---- | ---- | ---- | ---- |
| 227  | 213  | 211  | 198  | 219  | 217  | 216  | 236  | 188  |

| 1962 | 1968 | 1975 | 1982 | 1990 | 1999 | 2004 | 2009 | 2014 |
| ---- | ---- | ---- | ---- | ---- | ---- | ---- | ---- | ---- |
| 187  | 162  | 149  | 151  | 138  | 108  | 132  | 130  | 122  |

| 2018 | - | - | - | - | - | - | - | - |
| ---- | - | - | - | - | - | - | - | - |
| 124  | - | - | - | - | - | - | - | - |

## Économie
La commune se situe dans la zone géographique des appellations d'origine protégée (AOP) Beurre d'Isigny et Crème d'Isigny.

## Culture locale et patrimoine

### Lieux et monuments

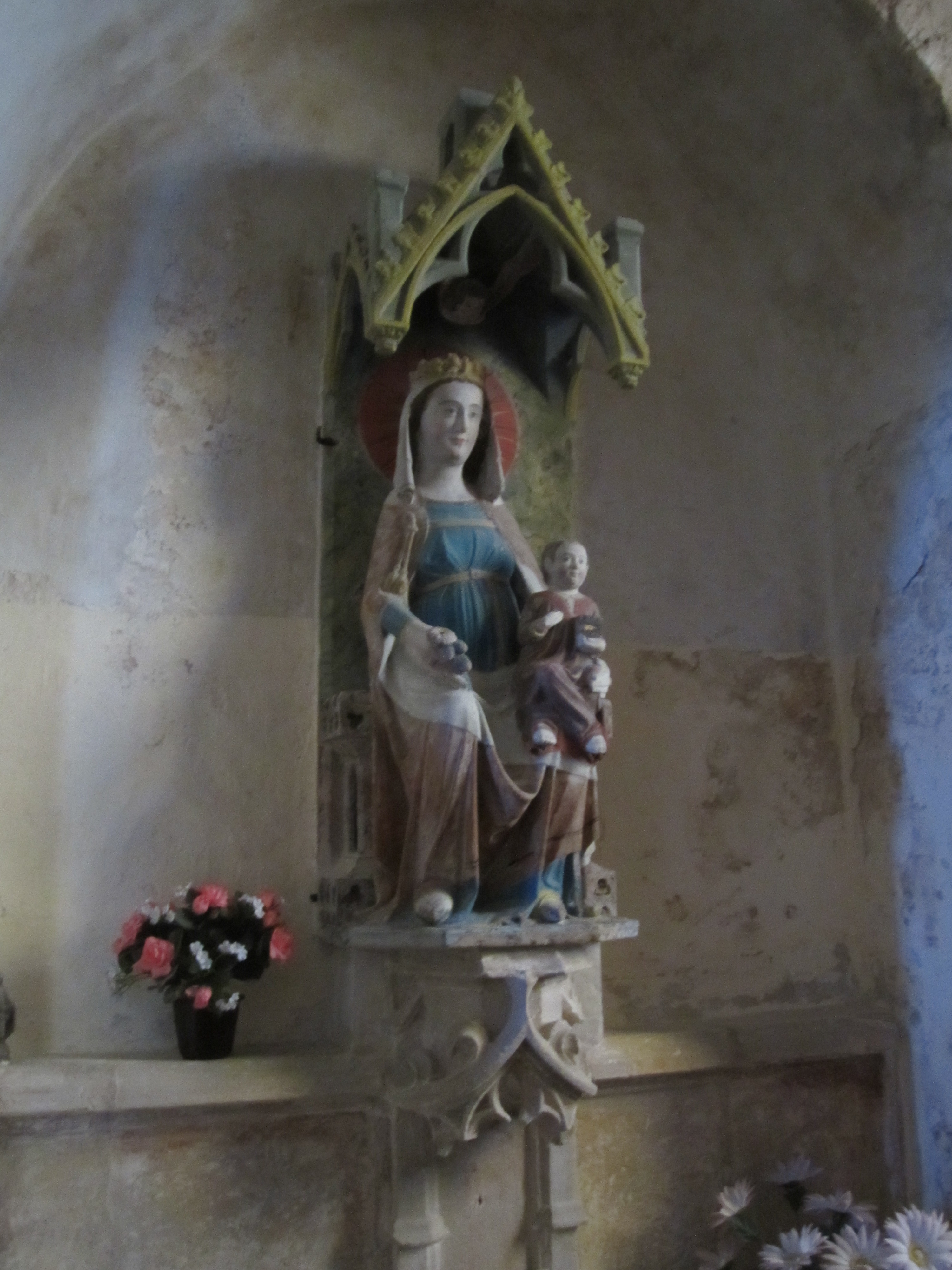
Statue de Notre-Dame de Sapience.

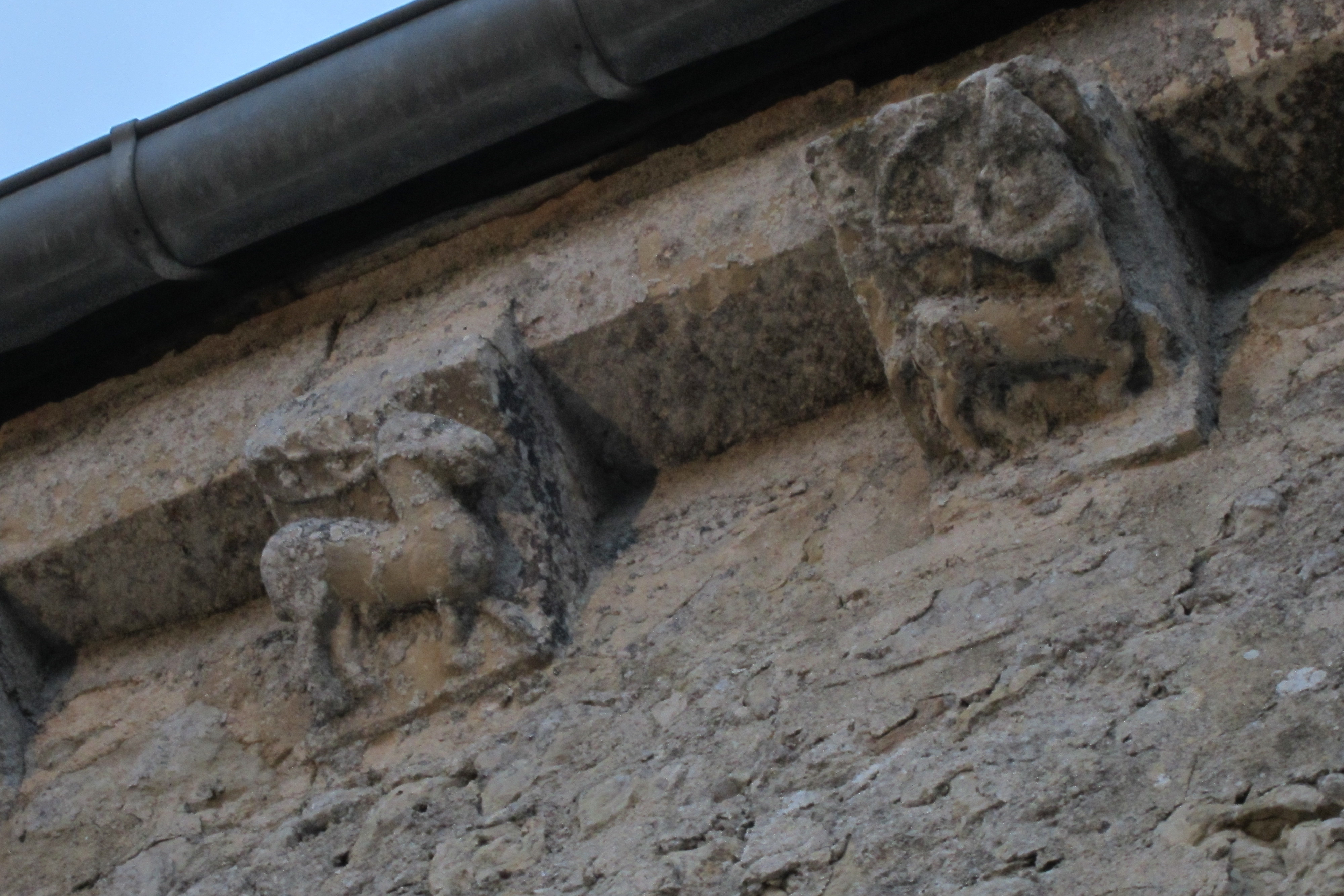
Modillons romans.

- Église Saint-Lô en grande partie romane[14] avec le portail et sous la corniche de la nef et du chœur des modillons représentant des personnages, des animaux, des motifs géométrique ou floraux ainsi que des chapiteaux ornés de chimères coiffées d'un bonnet phrygien, d'un joueur de rebec ou le chapiteau réemployé en console présentant un décor d'entrelacs sur fond guilloché. Ces décors émanent d'un atelier de sculpture, œuvrant au début du XIIe siècle dans la région du Plain au sein d'un groupe d'églises romanes : Sainte-Marie-du-Mont, la plus ancienne, Boutteville, etc., et un peu plus loin, Tollevast[15].

L'édifice abrite une Vierge à l'Enfant assise (« Notre-Dame de Sapience », XVe siècle), un autel secondaire avec retable, du XVe siècle, le vestige d'une statue de saint évêque (tête), peut-être de saint Lô, du XIVe siècle et derrière l'autel une tour eucharistique en bois de chêne polychromé et doré (XVe, XVIIe – XVIIIe siècles), classés au titre objet aux monuments historiques, ainsi qu'un gisant, les mains jointes, au nord du chœur, adossé à un contrefort, un tabernacle du XVe et de beaux blochets sculptés dans le chœur.
L'abbaye de Saint-Wandrille avait le patronage de l'église.
- Calvaire marquant l'emplacement du plus grand camp de prisonniers allemands en Europe après la bataille de Normandie appelé Continental central enclosure no 19. Il a accueilli de 1944 à 1947, 60 000 hommes dont 218 généraux et 6 amiraux[18]. Les Américains dirigeaient et encadraient cet immense camp de prisonniers de l'armée allemande et entreprirent la première opération de dénazification auprès de ressortissants du Troisième Reich.
- Manoir de la Ferrière avec une tour polygonal du XVIe – XVIIe siècle[19] et un escalier. Sur le fronton, les armoiries ont été martelées sous la Révolution.
- Manoir du hameau Vigier du XVIIe siècle, mentionné à l'IGPC[20].
- Haras de la By du XVIIIe siècle.
- Ferme de Caufour du XVIIIe siècle mentionnée à l'IGPC[21].
- Ancien presbytère du XVIIIe siècle, mentionné à l'IGPC[22].
- Croix de cimetière du XVIIe siècle mentionnée à l'IGPC[23].
- Croix de chemin du XIXe siècle, sur la D 14.
- Demeure dite chalet Saint-Hubert du XIXe siècle mentionnée à l'IGPC[24].
- La Planche aux Loups (planche de pierre, longue lame passant en ponceau sur le ruisseau de By).

### Patrimoine culturel
- Les Sans Souci, groupe vocal (chansons traditionnelles).